# Церква Покрови Пресвятої Богородиці (Лисичники)
Церква Покрови Пресвятої Богородиці в Лисичниках — парафія і храм греко-католицької та православної громад у селі Лисичники Чортківського району Тернопільської области.

## Історія церкви
У 1711 році в селі існувала дерев'яна церква, яку частково зруйнувала повінь у 1744 році.
Парафія утворена в 1898 році, і того ж року збудували новий храм. З 1946 до 1992 року він належав РПЦ. Священник о. Михайло Минула був єдиним делегатом від Заліщицького деканату на Львівському псевдособорі у 1946 році.
У 1970-х роках було здійснено внутрішній розпис. До 100-річчя церкви її відреставрували ззовні. У 2012 році замінили іконостас, виготовлений Василем Пушкарем за кошти як греко-католиків, так і вірян ПЦУ.
З 1992 року греко-католики та православні проводять богослужіння почергово. На території парафії встановлено 11 хрестів та капличку Пресвятої Богородиці.

## Парохи
УГКЦ
- о. Яків Маркович (1711),
- о. Прокіп Савицький (1787),
- о. Василь Ловецький (1803—1820),
- о. Мар'ян Винницький (1847),
- о. Іоан Винницький (1885—1886, до 1890),
- о. Дмитро Лойванюк (1892),
- о. Іван Білоруський (1892—1920),
- о. Іван Коцик (1920—1925),
- о. Андрій Василина (1920—1925),
- о. Михайло Минула (1928—1958, РПЦ),
- о. Никифорів (1958, РПЦ),
- о. Матіюк (РПЦ),
- о. Тимчишин (1963—1965, РПЦ),
- о. Салєвич (1965—1971, РПЦ),
- о. Михайло Велеган (1971—1973, РПЦ),
- о. Олександр Миколаїв (1973—1977, РПЦ),
- о. Йосип Смішко (1977—1987, РПЦ),
- о. Михайло Венгерак (1987—1989, РПЦ),
- о. Зеновій Пасічник,
- о. Володимир Зелінський,
- о. Микола Жук,
- о. Володимир Мегидин,
- о. Тарас Шмиглик (з 2004).

ПЦУ
- о. Володимир П'єцух (1989—1994),
- о. Григорій Бубель (з 1994).